# مریت (بریتیش کلمبیا)
مرریت (به انگلیسی: Merritt) شهری است در مرکز جنوب بریتیش کلمبیای کانادا که در منطقه نیکولا ولی واقع شده‌است.
مرریت در دویست و هفتاد کیلومتری شمال شرق ونکوور در محل تلاقی رودخانه‌های نیکولا و کولدواتر قرار دارد.

## تاریخچه
این شهر در سال ۱۹۰۶ به افتخار ویلیام همیلتون مریت سوم مهندس معدن و از توسعه دهندگان راه آهن نام فعلی خود را گرفت. و در سال ۱۸۹۳ توسعه یافت.

## خصوصیات
در سرشماری سال ۲۰۱۱ مناطق شهری در بریتیش کلمبیا جمعیت مرریت حدود ۸٬۰۰۰ نفر بوده‌است.
۲۴ کیلومتر مربع (۹٫۳ مایل مربع) محدوده شهر مرریت از مناطق مرکزی شهری، پارک‌ها و سایت‌های تاریخی، مرکز آبی و یک کتابخانه عمومی تشکیل شده‌است و در نزدیکی این شهر چهار پارک استانی، دریاچه‌های متعدد و چندین مسیر پیاده‌روی تفریحی وجود دارد.

## فرهنگ
یک ایستگاه رادیویی محلی، یک روزنامه هفتگی و دانشگاه مؤسسه فناوری نیکلا ولی در مرریت فعال هستند.
ده‌ها تن از ستارگان موسیقی کشور کانادا در مرریت هستند و به صورت سالانه جشنواره موسیقی کوهستانی مریت در سراسر شهر برگزار می‌شود. باتوجه به غنای موسیقی در مرریت و همچنین جاذبه‌ها، فعالیت‌ها و رویدادهای فرهنگی که در این شهر برگزار می‌شود، مرریت لقب «پایتخت موسیقی کانادا» را گرفته‌است.

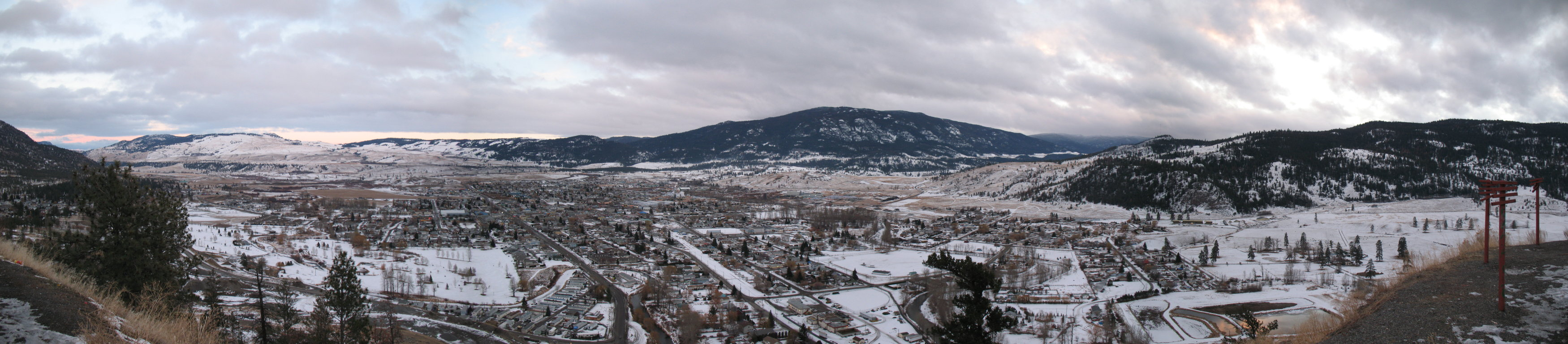
مرریت در زمستان